# Vik (Kommune)
Vik ist eine Kommune im norwegischen Fylke Vestland. Die Kommune liegt im Süden des Sognefjords und hat 2550 Einwohner (Stand: 1. Januar 2025). Verwaltungssitz ist die Ortschaft Vikøyri.

## Geografie

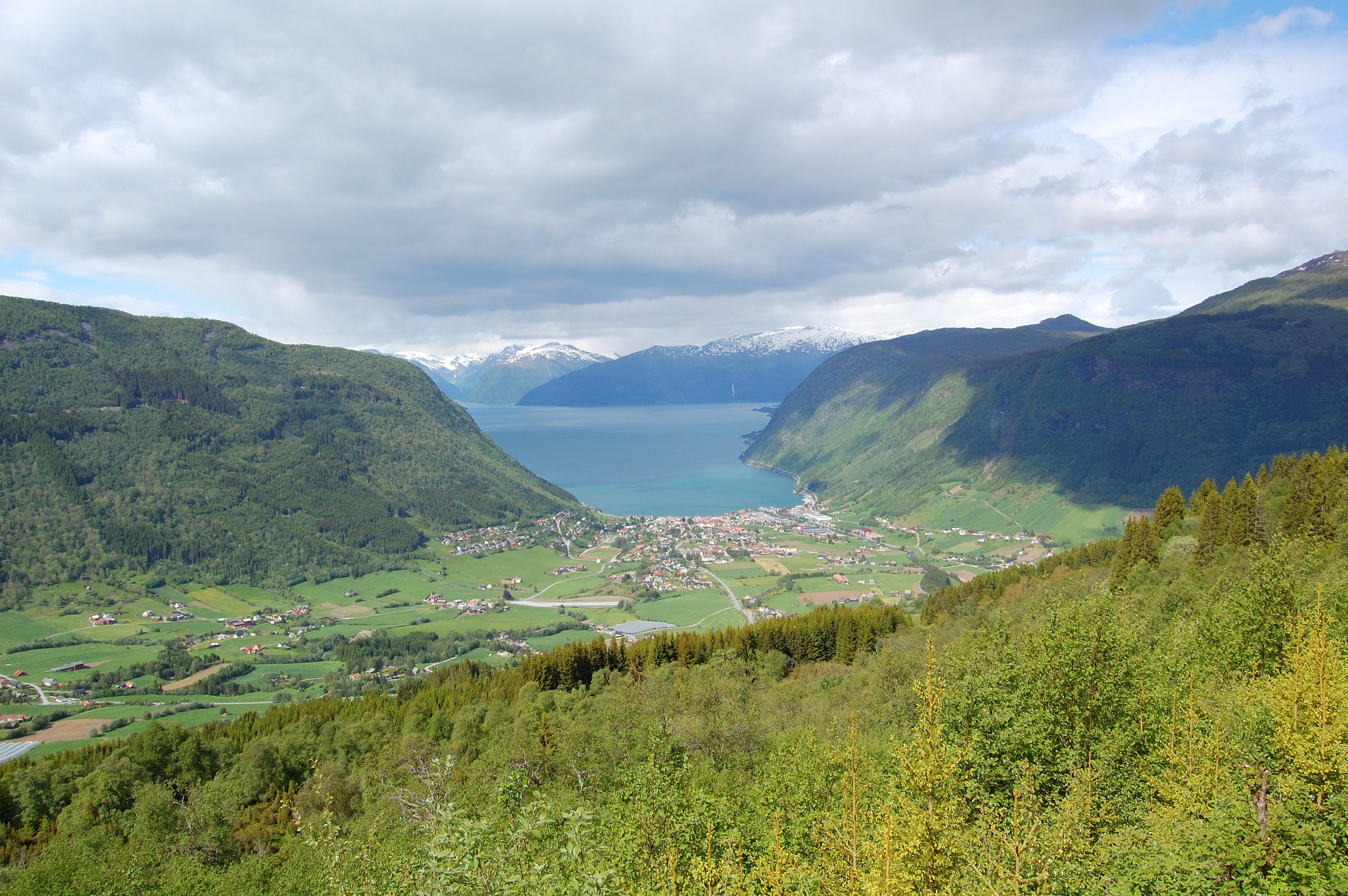
Blick auf Vikøyri und den Sognefjord

Die Kommune Vik liegt in der Landschaft Sogn an der Südseite des Sognefjords, des längsten und tiefsten Fjords Norwegens. In Vik erreicht der Fjord eine Tiefe von rund 1200 Metern. Im Osten grenzt Vik an die Kommune Lærdal. Die Grenze verläuft vollständig im Aurlandsfjord, einem südlichen Seitenarm des Sognefjords. Auf dem Land grenzt Vik im Südosten an Aurland, im Süden an Voss, im Südwesten an Vaksdal sowie im Westen an Modalen und Høyanger. Im Sognefjord verläuft die Gemeindegrenze zur auf der Nordseite gelegenen Kommune Sogndal. Die Gesamtfläche der Kommune beträgt 833,21 km², wobei Binnengewässer zusammen 38,3 km² ausmachen.
In Vik liegen sowohl tiefe Fjorde als auch Berge von Höhen von über 1000 moh. vor. Der Fresvikbreen ist ein Gletscher in der Kommune. Die Erhebung Nummestolane stellt mit einer Höhe von 1640,1 moh. den höchsten Punkt der Kommune Vik dar.

## Einwohner
Die meisten Einwohner leben in der Gegend um das Verwaltungszentrum Vikøyri. Der Ort liegt an der Küste des Sognefjords. Die restlichen Einwohner leben vor allem in den Tälern sowie entlang der Fjorde in den Bereichen, in denen das Terrain weniger steil zum Fjord hin abfällt. In den 1970er-Jahren begann die Einwohnerzahl auf dem Gebiet der heutigen Kommune Vik zu sinken. Viksøyri ist der einzige sogenannte Tettsted, also die einzige Ansiedlung, die für statistische Zwecke als eine städtische Siedlung gewertet wird. Zum 1. Januar 2024 lebten dort 1219 Einwohner.
Die Einwohnerinnen der Gemeinde werden Vikja genannt, die Einwohner Vikje. Offizielle Schriftsprache ist wie in vielen Kommunen in Vestland Nynorsk, die weniger weit verbreitete der beiden norwegischen Sprachformen.
| Jahr          | 1986 | 1990 | 1995 | 2000 | 2005 | 2010 | 2015 | 2020 | 2025 |
| ------------- | ---- | ---- | ---- | ---- | ---- | ---- | ---- | ---- | ---- |
| Einwohnerzahl | 2528 | 2507 | 3073 | 2965 | 2881 | 2768 | 2678 | 2635 | 2550 |

## Geschichte

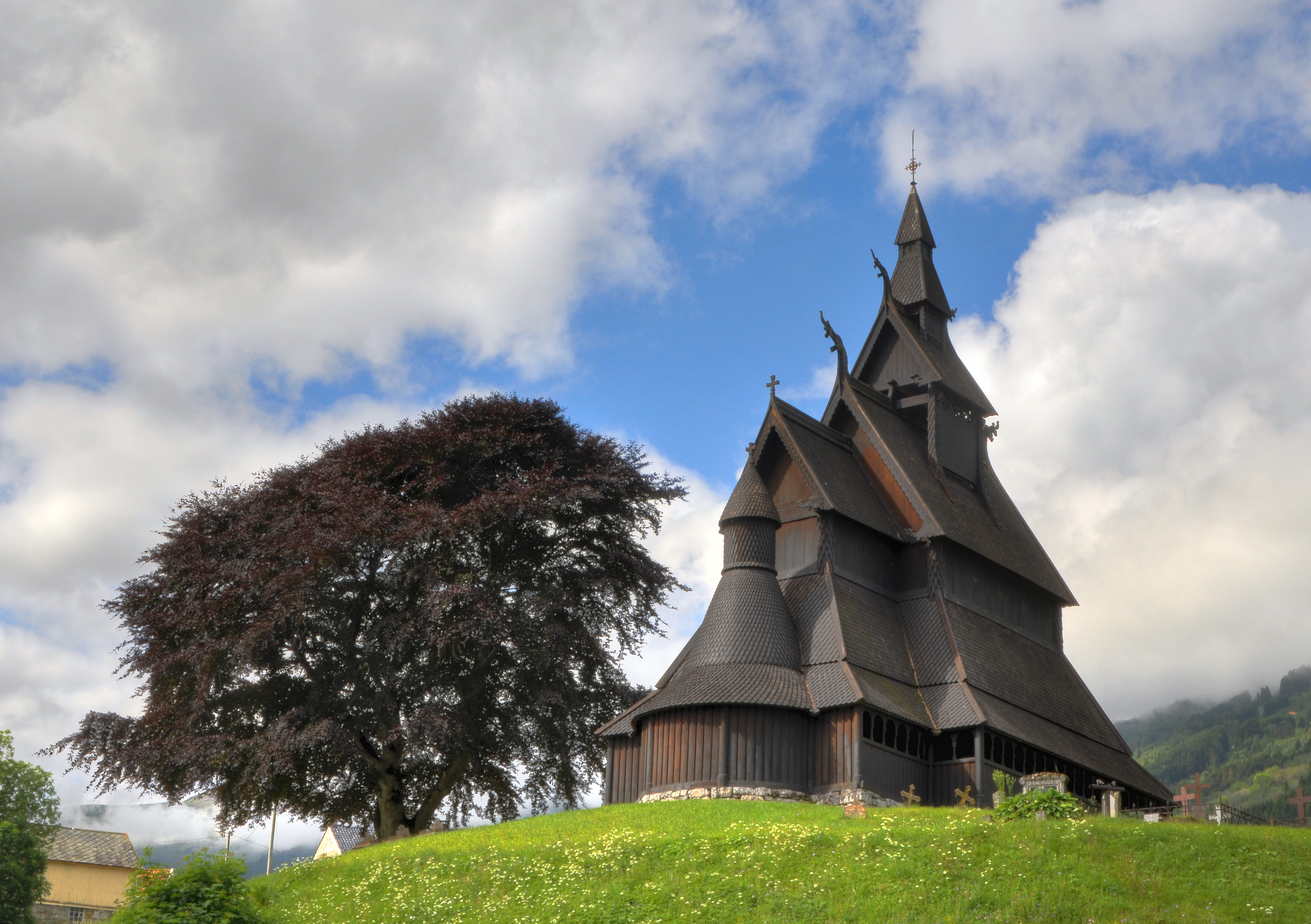
Stabkirche Hopperstad

Im Jahr 1964 wurden die Grenzen der Kommune Vik verändert. Dabei ging einerseits ein Gebiet mit 363 Einwohnern von Vik an die Kommune Balestrand über, andererseits wurde ein Gebiet mit 189 Einwohnern von Balestrand an Vik überführt. Zwei Höfe, die bis Ende 1963 Teil von Vik gewesen waren, wurden Teil der Nachbarkommune Høyanger. Im Jahr 1992 wurden die Orte Feios und Fresvik von Leikanger an Vik übergeben, womit sich die Ostgrenze in den Aurlandsfjord verschob. Bis zum 31. Dezember 2019 gehörte Vik dem damaligen Fylke Sogn og Fjordane an. Dieses ging im Zuge der Regionalreform in Norwegen in das zum 1. Januar 2020 neu geschaffene Fylke Vestland über.
In Vik befinden sich einige Hügelgräber aus vorchristlicher Zeit. In der Kommune stehen mehrere Kirchen. Die Kirche von Hove (Hove kyrkje) wurde um das Jahr 1170 erbaut. Es ist das älteste Steingebäude in der Region Sogn. Die Kirche wurde im Jahr 1880 vom Architekten Peter Andreas Blix gekauft, der sie restaurierte und damit den angedachten Abriss umging. Auch die Stabkirche Hopperstad (Hopperstad stavkyrkje) wurde von Blix restauriert. Die Stabkirche wurde wahrscheinlich in der Zeit zwischen 1130 und 1150 erbaut. Nach dem Bau der Vik kyrkje, die im Jahr 1877 fertiggestellt wurde, wurde die alte Kirche von einer Vereinigung aufgekauft, die den Erhalt der Kirche zum Ziel hatte. Die Arnafjord kyrkje ist eine Holzkirche aus dem Jahr 1645, die Vangsnes kyrkje aus dem Jahr 1861 und die Feios kyrkje aus dem Jahr 1866.
In der Kommune befindet sich die Bronzestatue des Wikingers Fridtjov den Frøkne (des Tapferen), ein Geschenk von Kaiser Wilhelm II. an die Norweger. Die Statue wurde 1913 aufgestellt.

## Wirtschaft und Infrastruktur

### Verkehr

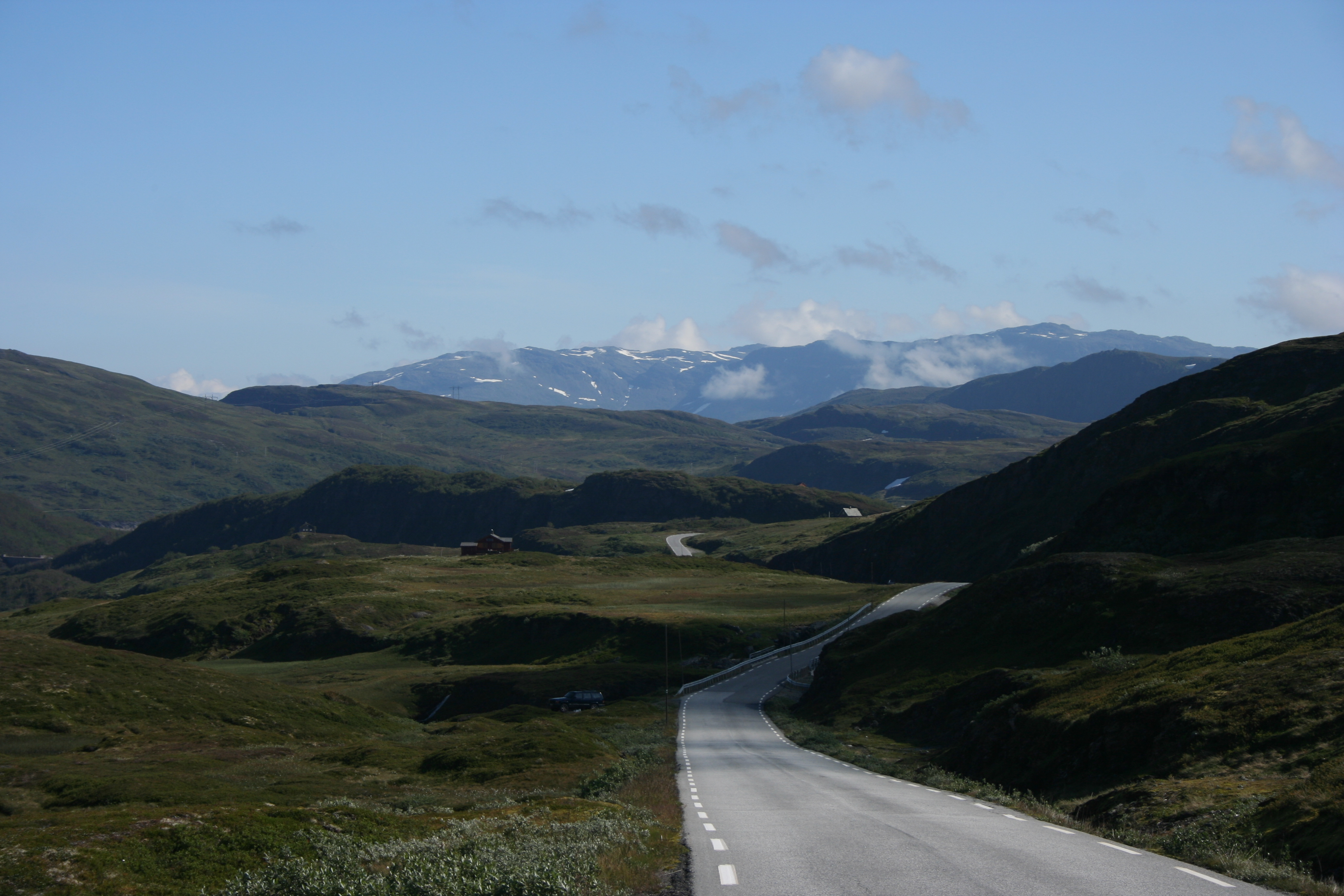
Riksvei 13 in Vik

Aus dem Süden führt der Riksvei 13 in die Kommune Vik. In Vik verläuft die Straße bis nach Vikøyri. Auf dem Weg nach Vikøyri führt die Straße durch den Storehaugtunnel. Von Vikøyri aus verläuft der Riksvei weiter in den Norden und durchquert dabei den Goteviktunnel. Mittels einer Fährverbindung führt die Straße auf die Nordseite des Sognefjords, in die Kommune Sogndal. In den Westen der Kommune führt von Vikøyri aus der Fylkesvei 5600, in den Osten der Fylkesvei 5602.

### Wirtschaft
In der Landwirtschaft ist insbesondere das Halten von Rindern und Schafen weit verbreitet. Landwirtschaftlich genutzt werden fast ausschließlich Flächen in einigen Tälern sowie Flächen entlang der Fjorde. Der Obstanbau spielt dabei eine größere Rolle, wobei Himbeeren gängig sind. Im Bereich der Industrie ist vor allem die Eisen- und Metallwarenindustrie ein größerer Arbeitgeber. Für die Lebensmittelindustrie ist in Vik die Verarbeitung von Milch von größerer Bedeutung. In Vik wird der Gamalost hergestellt. Neben der Industrie spielt auch der Tourismus eine größere Rolle für die lokale Wirtschaft. In der Kommune befinden sich mehrere Wasserkraftwerke. Die beiden größten sind die Kraftwerke Refsdal und Hove. Das Wasserkraftwerk Refsdal, bei dem eine Fallhöhe von rund 514 Metern ausgenutzt wird, wurde im Jahr 1968 in Betrieb genommen. Zwischen 1991 und 2020 lag dort die mittlere Jahresproduktion bei rund 440 GWh. Beim Kraftwerk Hove lag die mittlere Jahresproduktion im selben Zeitraum bei rund 348 GWh. Dieses Kraftwerk wurde ein Jahr später in Betrieb genommen. Die dortige Fallhöhe beträgt zirka 318 Meter. Im Jahr 2021 arbeiteten von rund 1350 Arbeitstätigen etwa 1100 in Vik selbst, der Rest pendelte insbesondere in die nördliche Nachbarkommune Sogndal.

## Name und Wappen
Das seit 1991 offizielle Wappen der Kommune zeigt drei schräggestellt, goldene Hippen (Nynorsk lauvknivar) auf grünem Hintergrund. Der Name der Kommune leitet sich vom altnordischen Namen Vík ab. Dieser Name bezieht sich auf das altnordische Wort vík (deutsch Fjord, Bucht).

## Persönlichkeiten
- Gustav Valsvik (* 1993), Fußballspieler